# Lưu An phi (Tống Huy Tông)
Minh Tiết hoàng hậu Lưu thị (chữ Hán:明節皇后 劉氏, 1088 - 1121), là một phi tần rất được sủng ái của Tống Huy Tông Triệu Cát. Bà chưa từng được làm Hoàng hậu khi còn sống, chỉ được truy phong khi đã qua đời.
Trong lịch sử nhà Tống, bà là một trong 5 vị phi tần bên cạnh Chương Huệ Hoàng hậu của Tống Chân Tông, Trương Hoàng hậu và Ôn Thành Hoàng hậu của Tống Nhân Tông, Minh Đạt Hoàng hậu của Tống Huy Tông được truy phong Hoàng hậu, dù tất cả đều chưa từng làm chính thất hay Hoàng hậu khi còn sống, cũng không sinh ra Hoàng đế kế vị. Ngoài ra, bà cùng Ôn Thành Hoàng hậu, Minh Đạt Hoàng hậu là ba phi tần duy nhất được hạ táng bằng lễ của Hoàng hậu dù đương kim Hoàng hậu vẫn còn sống và đang tại vị.

## Phi tần
Hoàng hậu Lưu thị, vốn họ Tửu (酒), là cung nữ hầu hạ Chiêu Hoài hoàng hậu (昭怀皇后) của Tống Triết Tông, từ khi bà ta còn làm  Ngự thị (御侍). Ngày Tân Mão (9), năm Chính Đức thứ 3, Sùng Ân cung Thái hậu Lưu thị uất ức treo cổ tự tử, khi 35 tuổi, do Tống Huy Tông bàn định quần thần, chuẩn bị nghị phế. Sau khi Chiêu Hoài hoàng hậu Lưu thị mất, bà xuất cung nhưng sau đó được Nội thị Dương Tiễn (楊戩) đưa nhập cung trở lại, sau đó được sủng ái, sách phong Thục phi (淑妃) nhưng lại xưng làm An phi (安妃), ban họ Lưu.
Lưu An phi dung mạo tuyệt sắc, tâm ý sâu sắc, giỏi hóa trang, ăn vận lộng lẫy, rất được Huy Tông hoàng đế sủng ái, sau này sinh được 3 Hoàng tử và 1 Công chúa.
Năm 1121, Lưu An phi qua đời, hưởng thọ 41 tuổi. Sau khi bà mất, do tình ý sâu đậm nên Huy Tông truy phong làm Chính cung Hoàng hậu, ông còn làm một bài truy điệu cho bà sau khi qua đời, ban hai chữ Minh Tiết (明節).